# Dealul Duhovnei
Dealul Duhovnei este o arie protejată de interes național ce corespunde categoriei a IV-a IUCN (rezervație naturală de tip forestier) situată în județul Mehedinți, pe teritoriul administrativ al comunei Ilovița.

## Localizare
Aria naturală  se află în Clisura Dunării, în partea vestică a județului Mehedinți (în Munții Almăjului și Locvei), pe teritoriul sud-vestic al satului Bahna și cel sud-estic al localității Ilovița.

## Descriere
Rezervația naturală  a fost declarată arie protejată prin Legea Nr.5 din 6 martie 2000, publicată în Monitorul Oficial al României, Nr. 152 din 12 aprilie 2000 (privind aprobarea Planului de amenajare a teritoriului național - Secțiunea a III-a - zone protejate) și se întinde pe o suprafață de 50 hectare. 
Aria protejată este inclusă în Parcul Natural Porțile de Fier și reprezintă o zonă cu rol de protecție pentru mai multe specii arboricole de gorun (Quercus petraea) secular, care vegetează în asociere cu alunul turcesc (Corylus colurna).